# Provincia di Siquijor
Siquijor è una provincia delle Filippine nella regione del Visayas Centrale.
Il capoluogo provinciale è Siquijor.

## Geografia antropica

### Suddivisioni amministrative
La provincia di Siquijor è divisa in 6 municipalità.
- Enrique Villanueva
- Larena
- Lazi
- Maria
- San Juan
- Siquijor